# 표트르 노비코프
표트르 세르게예비치 노비코프(러시아어: Пётр Серге́евич Но́виков, 프랑스어: Pierre Novikoff 피에르 노비코프[*], 1901~1975) 박사는 러시아의 수학자이다. 군론과 집합론에 공헌하였다. 유명한 수학자 세르게이 노비코프 박사의 아버지이다.

## 학력
- 1919년~1926년: 모스크바 제국대학 수학, 물리학 (석사)
- 1929년~1934년: 모스크바 제국대학 수학 (박사)

## 생애
1901년 8월 15일 모스크바에서 태어났다. 아버지 세르게이 노비코프(러시아어: Серге́й Но́виков)는 상인이었으며, 어머니는 알렉산드라 노비코바(러시아어: Алекса́ндра Но́викова)였다.
붉은 군대에 자원하여, 1919년 모스크바 제국대학에 입학하였으나 1920년~1922년 동안 러시아 내전에 참전하였고 이후 대학교에 돌아와 1934년에 박사 학위를 수여받았다. 같은 해에 역시 유명한 수학자인 류드밀라 브세볼로도브나 켈디시(러시아어: Людмила Всеволодовна Келдыш, 1904~1976)와 결혼하였다. 노비코프는 5명의 자녀를 두었으며, 그 가운데 1938년에 태어난 세르게이 노비코프는 역시 유명한 수학자가 되었다.
1975년 1월 9일 모스크바에서 사망하였다.

## 같이 보기
- 군의 표시